# Hypodynerus antuco
Hypodynerus antuco är en stekelart som först beskrevs av Henri Saussure 1852.  Hypodynerus antuco ingår i släktet Hypodynerus och familjen Eumenidae. Inga underarter finns listade i Catalogue of Life.